# Clemente Diez de Medina
Clemente Diez de Medina (La Paz, Alto Perú, Virreinato del Río de la Plata, 1777 - Colchapi, Bolivia, 1848) fue un militar boliviano que participó en la guerra de independencia rioplatense.

## Biografía
Nació en La Paz el 24 de noviembre de 1777,  hijo del alcalde de La Paz, Félix Diez de Medina y Calderón de la Barca y de Juana Manuela de la Sota y Parada. Su abuelo fue Francisco Tadeo Diez de Medina y Tarazona. Al cumplir 12 años fue trasladado a la España peninsular, donde estudió en el Seminario de Nobles de Vergara; luego se inscribió como cadete en Madrid e inició su carrera militar en el ejército español. 
Dado su origen noble, fue admitido en la Guardia de corps por el rey Carlos IV de España donde permaneció hasta 1793, cuando estalló la guerra contra la Primera República Francesa. Sirvió como teniente en la campaña del Rosellón, y luego de la guerra volvió a su puesto en la guardia del rey en 1795. Pidió licencia y regresó a América del Sur hacia 1806 con el rango de capitán.
Se estableció en Arequipa, donde frecuentaba la alta sociedad; en un baile en la casa de José Manuel de Goyeneche conoció a una joven de 18 años, Francisca Javiera Barreda y Bustamante, con la que contrajo matrimonio después de un noviazgo de ocho meses. Se retiró definitivamente del ejército, se dedicó al comercio y compró el Bergantín "Sirena". La embarcación fue abordada por el corsario inglés Parry, quien le ofreció su devolución a cambio de la entrega de 18 000 pesos en un plazo de 3 días en el puerto de Quilca. Diez de Medina reunió la cantidad de 11 000 pesos, y planeó compensar el resto con las joyas de su esposa, pero al llegar de regreso al puerto vio que el corsario había perdido la paciencia y había hundido su nave a cañonazos. Terminado su emprendimiento comercial regresó a La Paz.
De regreso a La Paz se dedicó a la administración de sus haciendas, principalmente en la región de los Yungas. En 1808 tomó contacto con varios revolucionarios como Pedro Domingo Murillo, que planeaban una insurrección contra la corona española, que planeaba un levantamiento para el 30 de marzo de 1809, al que Diez de Medina adhirió. No obstante, la traición de varios de sus simpatizantes, que denunciaron el hecho a las autoridades, abortó los planes. Diez de Medina se dirigió a sus haciendas, desterrado de la ciudad por las autoridades. Pero debió enfrentar un castigo peor: a raíz de su participación en un movimiento revolucionario, su esposa lo abandonó, regresando a Arequipa en compañía de sus hijos.
En julio de 1809 se produjo un nuevo intento revolucionario, que esta vez tuvo éxito. Murillo fue puesto a la cabeza de la llamada Junta Tuitiva y nombró a Diez de Medina jefe de la caballería revolucionaria. Cuando los patriotas fueron derrotados por José Manuel de Goyeneche huyó a los Yungas. En un juicio en ausencia fue condenado al destierro en las Islas Filipinas por tres años y se le confiscaron todas sus propiedades. Pero logró evadir a los realistas y varios meses después viajó a Buenos Aires.
Apoyó la Revolución de Mayo de 1810 y participó en el Ejército Auxiliar del Perú. Combatió al mando del regimiento de infantería N.º 8 "La Paz" en la batalla de Huaqui. En la reunión de oficiales previo al ataque a las tropas de Goyeneche en el Desaguadero, Diez de Medina apoyó la opinión del teniente coronel Luciano Montes de Oca, que sostuvo que era más conveniente una actitud defensiva que ofensiva. Diez de Medina era el oficial que mejor conocía el lugar del ataque, la posición ventajosa que tenía el enemigo y su capacidad operativa, pues había combatido contra Goyeneche en la campaña de 1809. Pero además era consciente de la falta de preparación de su regimiento, acuciado por las deserciones, enfermedades y gran cantidad de reclutas novatos. Tras la derrota fue condenado a muerte en ausencia y huyó a Arequipa; allí trató de refugiarse en casa de su esposa, pero ella se rehusó a aceptarlo a menos que se incorporase a la causa española. Diez de Medina no aceptó pero fue salvado por su suegra, que no quería ver a sus nietos huérfanos de padre; ésta lo escondió en la capilla de una de sus haciendas, donde permaneció por dos meses hasta que pudo dirigirse por mar hacia Buenos Aires.
En febrero de 1813 fue nombrado intendente de policía de la ciudad de Buenos Aires. Ocupó varios cargos con mando militar en la guarnición de Buenos Aires, hasta que a principios de 1815 marchó a unirse al Ejército del Norte, en el que participó en las primeras etapas de la tercera expedición auxiliadora al Alto Perú.
Tras el fracaso en el norte, pasó al Ejército de los Andes, siendo reconocido con el grado de teniente coronel. Combatió en las batallas de Chacabuco, Cancha Rayada y Maipú.
Participó también de la Expedición Libertadora del Perú, participando en la primera campaña de Arenales a la sierra del Perú y en la batalla de Pasco. Más tarde, con el grado de coronel, luchó en la batalla de Ayacucho y en la campaña de Antonio José de Sucre al Alto Perú.
Formó parte del Ejército de Bolivia hasta el comienzo del gobierno de Andrés de Santa Cruz, ocasión en que pasó a retiro y se dedicó a administrar la hacienda Calachapi, la última que le quedaba, en las cercanías de Caracato. Allí murió en 1848, sumido en una profunda misantropía que le había causado el conocer el asesinato del mariscal Antonio José de Sucre.

## Descendencia
Clemente Diez de Medina y Parada y su esposa Francisca Javiera Barreda y Bustamante tuvieron la siguiente descendencia:
- Juana Evangelista, nacida el año 1800 y fallecida en la infancia.
- Juana Manuela, nacida en 1801.
- Manuel Francisco, nacido en 1803. Se casó con María Fabiana de los Ríos y de la Barra, tuvieron varios hijos.
- María Petronila, nacida en 1808.

Clemente Diez de Medina se dedicó casi por completo a las Guerras de independencia hispanoamericanas y su familia comenzó a pasar carencias desde 1817, como lo demuestra una carta de su esposa con fecha del 9 de agosto donde le escribe a su cuñado José Antonio. En la carta Francisca Javiera le solicita vender algunos muebles que pertenecieron a su suegra y que le envíe este dinero hasta Arequipa, el dinero sería enviado junto a unos diamantes que, según ella, no serían vendidos y los entregaría a sus hijas.
Clemente Diez de Medina también tuvo un hijo con su prima lejana, Vicenta Juaristi Eguino:
- Félix, nacido en 1810. Nunca fue reconocido por el padre y heredó únicamente en apellido de la madre, se casó con Nicolasa Meneses y tuvo 4 hijos.